# Optinova
Optinova är ett globalt företag specialiserat på extrudering av avancerade medicinska och industriella slangar. Företaget grundades 1971 på Åland och har sedan dess vuxit till en världsledande aktör inom sitt område. Optinova har försäljningskontor runt om i världen och driver fyra produktionsanläggningar i Finland, Thailand. och USA.
Optinova är en del av koncernen Eriksson Capital och har sitt huvudkontor i Mariehamn, Åland. Företaget har en lång historia av innovation och kvalitet, och dess produkter används inom medicinteknik och industriella tillämpningar. Med kunder i över 50 länder fortsätter Optinova att expandera och utveckla nya lösningar för sina partners.
För mer information och de senaste uppdateringarna, besök Optinovas officiella webbplats.

Optinova Group har (år 2025) 750 anställda globalt. 